# لردليموماب
لردليموماب جسم مضاد وحيد النسيلة بشري ودواء مثبط للمناعة كان من المفترض تسميته تجارياً ترابيو (Trabio) ليستخدم في جراحة الزرق لكن التجارب السريرية ألغيت عام 2005 بعد نتائج غير ناجحة.